# Lorryia gerei
Lorryia gerei är en spindeldjursart som först beskrevs av Momen och Lundqvist 1996.  Lorryia gerei ingår i släktet Lorryia, och familjen Tydeidae. Arten är reproducerande i Sverige.